# Carlos Isaac
Carlos Isaac Muñoz Obejero (Navalmoral de la Mata, Cáceres, 30 de abril de 1998) es un futbolista español que juega como defensa en el Córdoba C. F. de la Segunda División de España. Como internacional español ha jugado en la selección de fútbol sub-17 de España.

## Trayectoria

### Inicios
Formado en la cantera de la Escuela Morala de Fútbol de Navalmoral de la Mata (Cáceres), en 2014 se incorporó al juvenil del CD Diocesano de Cáceres. Fue una temporada muy importante para el moralo ya que Adolfo Senso, su entrenador en el conjunto colegial, le reubicó en su actual posición, pasando de ser mediapunta a lateral derecho, aprovechando así sus estupendas condiciones como carrilero, lo que se tradujo en una fantástica temporada para el moralo.
En 2015 fichó por el Atlético de Madrid para jugar en el Juvenil División de Honor de Óscar Fernández, equipo con el que consiguió la Liga División de Honor y la Copa del Rey Juvenil. Esa misma temporada debutó en la Liga Juvenil de la UEFA, concretamente el 15 de septiembre de 2015 ante el Galatasaray S. K., saltando al césped en el minuto 25, consiguiendo la victoria por tres goles a uno. Su primer gol en competición europea llegó el 3 de noviembre de 2015 ante el F. K. Astaná, en el minuto 78.
La temporada 2016-17 acabaron la División de Honor en segunda posición. Así mismo, disputaron la final de la Copa del Rey, perdiendo cuatro a uno ante el Real Madrid C. F. A nivel europeo, consiguieron llegar a los cuartos de final de la Liga Juvenil de la UEFA, siendo derrotados por el Red Bull Salzburgo, conjunto que acabó levantando el trofeo de campeón.

### Atlético de Madrid B
En la temporada 2017-18 dejó de ser juvenil, pasando a ser jugador del Club Atlético de Madrid "B" en Segunda División B, debutando el 10 de septiembre de 2017, en el empate a uno frente al Celta de Vigo B. En dicha campaña disputó veintiún partidos con el filial rojiblanco, consiguiendo la décima posición en liga. Al ser aún sub-19, jugó la Liga Juvenil de la UEFA, anotando un tanto ante el Qarabağ F. K., y llegando de nuevo hasta cuartos de final, cayendo derrotados frente al F. C. Barcelona, equipo que finalizó el torneo como campeón.
La temporada siguiente continuó bajo las órdenes de Óscar Fernández, y logró meter su primer gol como sénior, fue un tanto en el descuento que les dio la victoria frente al Unionistas de Salamanca por tres a dos, el 27 de enero de 2019. Extraordinaria temporada del moralo, jugando veintidós partidos y consiguiendo quedar en una tercera posición que les valió para jugar la promoción de ascenso a Segunda División, perdiendo la primera eliminatoria ante el C. D. Mirandés, equipo que finalmente consiguió el ascenso a la división de plata.
En su último año en la entidad colchonera fue entrenado por José Ignacio Fernández García. De nuevo consiguió anotar un gol decisivo, esta vez el 22 de diciembre de 2019 ante la U. D. Melilla; veinte días después anotó, de nuevo, ante el Club Marino de Luanco. Al igual que la temporada anterior, consiguieron un meritorio tercer puesto, a falta de diez partidos para la terminación de la competición debido a la COVID-19, lo que les permitió disputar la promoción de ascenso a Segunda División ante el C. E. Sabadell, quien les derrotó en los penaltis.

### Primer equipo
Debutó con el Atlético de Madrid el 1 de abril de 2018, en el partido correspondiente a la jornada 30 de Primera División, donde consiguió la victoria por un gol a cero frente al Deportivo de La Coruña. Jugó de titular con el dorsal 45, siendo sustituido en el minuto 63 por Diego Costa.
En julio de 2018 viajó a Singapur para disputar la International Champions Cup 2018, donde consiguió jugar más de cuarenta minutos en los partidos que disputaron ante el Arsenal F. C. y PSG, saltando al césped en ambos en sustitución de Juanfran Torres. El 5 de agosto de 2018, juega la segunda mitad del partido que les enfrentó al VfB Stuttgart por su 125 aniversario. Así mismo, juega minutos en el amistoso que disputaron ante el Cagliari Calcio. El 25 de septiembre volvió disputar otro partido de Primera División, esta vez con el dorsal 38, jugando los noventa minutos frente a la S. D. Huesca, logrando la victoria por tres goles a cero.
Al igual que la temporada anterior, realizó la pretemporada con el primer equipo, disputando minutos ante el C. D. Numancia. Cruzó el charco para jugar la International Champions Cup 2019 en Estados Unidos, teniendo minutos ante el Chivas de Guadalajara y el Real Madrid C. F., ambos en sustitución de Kieran Trippier. De igual modo, salta al césped en el Juego de las Estrellas de la Major League Soccer 2019 y en el partido frente al Club Atlético de San Luis.

### Deportivo Alavés
El 28 de agosto de 2020 se oficializó su fichaje por el Deportivo Alavés de Primera División, el cual lo cedió al Albacete Balompié, debutando con este en Segunda División el 12 de septiembre de 2020 ante el R. C. D. Espanyol. Su inicio de campaña le valdría para conseguir ser el Jugador Mahou Cinco Estrellas de septiembre. Al final de la temporada no lograrían evitar el descenso. Disputó veinticuatro partidos de liga y uno en Copa del Rey, competición esta en la que fueron eliminados en primera ronda por el Córdoba C. F.[cita requerida]
El 25 de agosto de 2021 fue el Real Oviedo quien logró su cesión por una temporada. Se quedaron a solo un punto de disputar la promoción de ascenso a Primera División, al empatar en la tabla clasificatoria con el Girona F. C. Cabe destacar que el jugador extremeño anotó su primer gol como profesional el 13 de febrero de 2022, ante la S. D. Huesca.[cita requerida] En cuanto a la competición copera, cayeron derrotados en primera ronda ante el C. D. Andrach.[cita requerida]

### Breve paso por Portugal y vuelta al Albacete Balompié
El 4 de agosto de 2022 el club vitoriano anunció su marcha para jugar en la Primeira Liga. Horas después fue el F. C. Vizela quien anunció su fichaje hasta 2025. Sin embargo, salió del club en enero de 2023 para volver al Albacete Balompié. En su breve etapa en el conjunto luso, jugó doce partidos y logró anotar un gol en la Copa de Portugal frente al F. C. Penafiel.[cita requerida]
En su segunda etapa en el equipo manchego marcó un gol en los 32 partidos que disputó y el 1 de agosto de 2024 fichó por el Córdoba C. F.

## Selección nacional

### Selección sub-17
A mediados de enero de 2015, Santi Denia hizo publica su convocatoria de la selección de fútbol sub-17 de España para enfrentarse en partido amistoso ante la selección de fútbol sub-17 de Italia. Saltó al césped del Estadi Municipal de Can Misses en la segunda mitad del día 21 de enero de 2015, finalizando el partido por cero a uno a favor de la Gli Azzurri. Son hasta la fecha los únicos minutos que ha disputado con La Rojita.

## Clubes
| Club                       | País     | Año       |
| -------------------------- | -------- | --------- |
| Atlético de Madrid "B"     | España   | 2017-2020 |
| Deportivo Alavés           | España   | 2020-2022 |
| Albacete Balompié (cesión) | España   | 2020-2021 |
| Real Oviedo (cesión)       | España   | 2021-2022 |
| F. C. Vizela               | Portugal | 2022-2023 |
| Albacete Balompié          | España   | 2023-2024 |
| Córdoba C. F.              | España   | 2024-     |

## Palmarés

### Títulos nacionales
| Título                    | Club                            | País   | Año  |
| ------------------------- | ------------------------------- | ------ | ---- |
| División de Honor Juvenil | Club Atlético de Madrid Juvenil | España | 2016 |
| Copa del Rey Juvenil      | Club Atlético de Madrid Juvenil | España | 2016 |

### Distinciones individuales
| Distinción                                | Año  |
| ----------------------------------------- | ---- |
| Mejor Deportista de Navalmoral de la Mata | 2018 |
| Jugador Mahou 5 Estrellas de septiembre   | 2020 |